# Đại Học
Đại Học nguyên là một chương trong Lễ Ký được viết thành sách trong khoảng thời gian từ thời chiến quốc đến thời Tần Hán, được xem là một trong những sách chủ yếu của Nho gia. Tác giả của Đại Học là ai hiện nay vẫn chưa xác định rõ, có người cho là của Tử Tư viết, nhưng Chu Hy đời Tống lại cho là của Tăng Tử viết. Bởi Chu Hy cho rằng Tăng Tử là học trò của Khổng Tử nên Tăng Tử ghi chép lại lời của Khổng Tử là hợp đạo lý. Và đa số người ta tin vào giả thiết này hơn.
Đại Học cùng với Trung Dung, Luận Ngữ và Mạnh Tử hợp thành bộ Tứ thư được Khổng Tử khởi xướng và Mạnh Tử kế thừa. Chu Hy cho rằng Đại Học là cương lĩnh không có cái gì không bao hàm trong đó, không có cái gì không dung nạp trong đó. Ông còn cho rằng, có thể dùng những thuyết giáo trong sách Đại học để bù đắp lại những lỗ hổng trong, tư tưởng của giai cấp thống trị phong kiến.
Hai chữ Đại Học ở đây có nghĩa là học vấn uyên bác, tinh sâu. Theo đời Chu thì con cháu quý tộc sau khi học qua lớp tiểu học đến 15 tuổi sẽ vào đại học, còn gọi là Thái học, học lý luận quản lý chính sự qua các kinh thư.
Ở đời Hán xem các kinh ở thời Xuân Thu là Đại kinh, xem Tứ Thư trong đó có Đại học là tiểu kinh. Vào đời Đường xem đại học, Mạnh Tử và Kinh dịch như nhau, đều gọi là Kinh thư. Đời Tống, hai anh em Trình Hạo và Trình Di nói "sách Đại học là sách nhập môn cho người mới đi vào học Đạo". Điều đó nói lên địa vị của Đại Học trong các loại kinh thư.

## Nội dung
Đại học có 11 chương. Chương đầu tiên là Thánh Kinh là ý của Khổng Tử do Tăng Tử truyền lại bằng miệng. Còn 10 chương sau giải thích chương đầu tiên do học trò Tăng Tử ghi chép lại gồm:
- Khang cáo
- Bàn Minh
- Bang Kì
- Thính Tụng
- Tri Bản
- Thành Ý
- Chính Tâm Tu Nhân
- Tề Gia
- Trị Quốc
- Hiệt Tử

Tư tưởng xuyên suốt Đại học là tư tưởng "Trị quốc bình thiên hạ". Được Nho gia đề ra với cương lĩnh Tam cương, Bát mục.
- Tam cương:

Minh Minh Đức
Tân Dân
Chỉ Ư Chí Thiện
- Bát mục:

Cách Vật
Trí Tri
Thành Ý
Chính Tâm
Tu Thân
Tề Gia
Trị Quốc
Bình Thiên Hạ.